# Luísa Juliana do Palatinado
Luísa Juliana do Palatinado  (em alemão:  Louise Juliane von der Pfalz; Heidelberga, 16 de julho de 1594 – Meisenheim, 28 de abril de 1640) foi uma princesa alemã, membro do ramo Palatino da Casa de Wittelsbach.
Veio a ser duquesa consorte de Zweibrücken.

## Biografia
Luísa Juliana era a filha de Frederico IV, Eleitor Palatino, e de Luísa Juliana de Orange-Nassau, filha de Guilherme I, Príncipe de Orange e de Carlota de Bourbon.
O seu irmão, Frederico V, Eleitor Palatino, acordou o seu casamento com João II do Palatinado-Zweibrücken que, em 1607, ficara viúvo de Catarina de Rohan . O casamento foi celebrado em Heidelberga em 1612.
Deste casamento nasceram sete filhos:
- Isabel Luísa Juliana (Elizabeth Louise Juliane) (1613-1667), Abadessa de Herford;
- Catarina Carlota (Katharina Charlotte) (1615-1651), que casou com Wolfgang Guilherme do Palatinado-Neuburgo;
- Frederico (Friedrich) (1616-1661) que sucedeu ao pai como duque do Palatinado-Zweibrucken;
- Ana Sibíla (Anne Sybille) (1617-1641)
- João Luís (Johann Ludwig) (1619-1647);
- Juliana Madalena (Juliana Magdalena) (1621-1672), que casou com Frederico Luís do Palatinado-Zweibrücken;
- Maria Amália (Maria Amalia) (1622-1641)

Luísa Juliana faleceu em Meisenheim, sendo sepultada na igreja do Castelo local.